# Charles-François Saboureux de la Bonneterie
Charles-François Saboureux de la Bonneterie (1725-1781) est un avocat français, né à Paris, qui est connu par une traduction des anciens ouvrages latins relatifs à l'agriculture et à la médecine vétérinaire.
Il a laissé :
- une traduction des textes de Columelle et de Palladius dans le Libri de re rustica. Cette traduction a été publiée sous la direction de Désiré Nisard dans l'ouvrage Les Agronomes Latins, Caton, Varron, Columelle, Palladius, Paris, Dubochet, 1844.
- une traduction du De agri cultura de Caton l'Ancien datée de 1771, et réimprimée dans la collection Nisard.